# 台所おさん
台所 おさん（だいどころ おさん、1970年12月30日 - ）は、落語家。落語協会所属の真打。出囃子∶おうま。紋∶剣片喰。本名∶吉開 泰視。

## 来歴
1970年12月30日、福岡県柳川市出身。福岡大学法学部卒業。
2002年3月、柳家花緑に入門する。前座名は花ごめ。
2005年11月、林家ひろ木、春風亭朝也と共に二ツ目に昇進し、台所鬼〆に改名。
2016年3月、林家たけ平、二代月の家小圓鏡、林家彦丸、林家ぼたんとともに真打に昇進。台所おさんと改名。

## 芸歴
- 2002年
  - 3月 - 柳家花緑に入門。
  - 7月 - 前座となる、前座名「柳家花ごめ」。
- 2005年11月 - 二ツ目昇進。「台所鬼〆」と改名。
- 2016年3月 - 真打昇進。「台所おさん」と改名。

## 演目

### 古典
- 明烏
- 愛宕山
- 馬の田楽
- 御神酒徳利
- 蒟蒻問答
- 三方一両損
- たがや
- 二階ぞめき
- 猫の災難
- ねずみ
- 浜野矩随
- 松曳き
- らくだ

### 新作
- プリン付き

## 人物
師匠花緑より年上である。
血液型はB型、趣味は映画。
現在名乗っている「台所おさん」、かつて名乗った「台所鬼〆」は大師匠であり師匠花緑の祖父五代目柳家小さんが最も気に入った名前とされている。「台所鬼〆」は名前の存在を知った時に気に入り、二つ目になった時に自分から名前がほしいと申し出た。